# Cold Turkey (John Lennon)
Cold Turkey is een single van John Lennons Plastic Ono Band uit 1969. Het nummer verscheen op 20 oktober in de VS en 24 oktober in het Verenigd Koninkrijk. Op het nummer zijn John Lennon (zang, gitaar), Eric Clapton (leadgitaar), Klaus Voormann (basgitaar) en Ringo Starr (drums) te horen. In Nederland bereikte de single plaats 39 in de Top 40.